# Mercedes Guasp Rovira
Mercedes Guasp Rovira (Palma, 1919 - Palma, 15 de desembre de 2019) fou una poeta, escriptora i periodista balear.
Descendent directa dels fundadors de la impremta mallorquina Guasp del 1579, fou col·laboradora de diverses publicacions de Mallorca, com Diario de Mallorca, Última Hora, Baleares o la revista Cort. I també en altres revistes com Gran Mundo, i Talin de Madrid. La seva trajectòria com a escriptora començà amb un conte que li va publicar la revista El hogar y la moda el 1942. Entre els seus múltiples títols, destaquen novel·les com Un desafío en Mallorca (1953), La Gárgola (1965) -que inclou un pròleg de Llorenç Villalonga, i la seva edició es va esgotar i va deixar a l'autora sense exemplar-, Un solterón en familia, Son Termes en el tiempo (1980), i Yerros sobre cenizas de Gloria (2002). De la seva obra poética destaca el poemari Al trasluz de los sueños (1994).
Totes les seves obres van ser molt ben rebudes, i durant la seva trajectòria vital se li van atorgar diversos premis. Així, aconseguí el seu primer premi literari pel poemari Roses a la primavera, la 'Medalla d'Or al Treball Cultural' a Granada, i el premi Monserrat Mascaró de l'Ajuntament de Palma. Va tenir sis fills, entre ells l'actriu Assun Planas.